# Alexandru Benga
Alexandru Benga (n. 15 iunie 1989, Brașov, România) este un jucător român de fotbal care evoluează la clubul UTA Arad pe postul de fundaș central. Este un produs al clubului FC Brașov.
Fostul junior al Brașovului a cochetat și cu naționala de tineret. A fost chiar căpitanul U19 al României. Deși fusese cooptat în prima echipă a Brașovului, după plecarea lui Răzvan Lucescu la națională, "interimarul" Nicolo Napoli a renunțat la serviciile lui, alegând să-l împrumute la alt club, ajungând astfel la Petrolul unde s-a impus ca titular în echipa lupilor, evoluând ca fundaș central sau ca mijlocaș defensiv.
În 2011 se transferă la Oțelul Galați însă după 2 ani revine la Petrolul Ploiești.

## Legături externe
- Profilul lui Alexandru Benga pe Soccerway
- Alexandru Benga la Romaniansoccer